# Myrmecoclytus vadoni
Myrmecoclytus vadoni là một loài bọ cánh cứng trong họ Cerambycidae.